# Francisco Canales
José Francisco Canales (4 de mayo de 1987 Guadalajara, Jalisco) es un futbolista mexicano que juega en la posición de portero, en el club Atlético Ensenada de la Liga Balomopie Mexicano. En el torneo Apertura 2010 disputó nueve partidos, siendo este el torneo en que más participaciones ha tenido con su club; en ese torneo Atlas de Guadalajara tuvo problemas para definir esa posición. Ha disputado 25 partidos como titular en su carrera profesional.

## Clubes
| Club                       | País                | Año             | Partidos |
| -------------------------- | ------------------- | --------------- | -------- |
| Atlas de Guadalajara       | México              | 2009 - 2012     | 25       |
| Universidad de Guadalajara | México              | 2012            | 8        |
| Lobos BUAP                 | México              | 2013 - 2019     | 71       |
| Alebrijes de Oaxaca        | México              | 2019 - 2020     | 24       |
| Atlético Ensenada          | México              | 2020 - Presente | -        |
| Total en su carrera        | Total en su carrera | 2005 - Presente | 128      |

## Palmarés

### Títulos nacionales
| Título     | Club       | País   | Año  |
| ---------- | ---------- | ------ | ---- |
| Ascenso MX | Lobos BUAP | México | 2017 |
| Ascenso MX | Lobos BUAP | México | 2017 |
| Ascenso MX | Alebrijes  | México | 2019 |